# 클라라 페타치
클라라 페타치(이탈리아어: Clara Petacci, 1912년 2월 28일 ~ 1945년 4월 28일)는 이탈리아의 독재자 베니토 무솔리니의 정부로 무솔리니와 함께 처형당했다.

## 생애
로마의 상류 가정에서 교황청에서 교황 비오 11세의 의사로 일하는 프란체스코 사베리오 페타치(1883 - 1970)와 주제피나 페르시케티(1888 - 1962) 사이에서 태어났다. 자매로는 배우였던 미리암 디 산 세르볼로(1923년 5월 31일 - 1991년 5월 24일)가 있었다. 페타치의 오빠 마르첼로 페타치는 무솔리니와 페타치에 의해 체포되었다. 그러나 동고에서 처형당하지 않고, 도주를 하다가 총살당했다.
원래는 유부녀로 1934년에 리카르도 페데리치와 결혼했으나 1942년 이혼했고 그 이후 다시 사귄 남자친구가 바로 베니토 무솔리니였다.
무솔리니는 페타치보다 29살 연상이었지만, 페타치는 무솔리니가 라켈레 무솔리니와 결혼 생활 중에도 오랜 기간 동안 관계를 가져왔다.
그들이 주고 받은 서신의 일부는 여전히 사생활에 근거하여 공개되지 않았고 국가기록원의 논란의 소재가 되고 있다.
1945년 4월 27일 무솔리나와 페타치는 이탈리아 사회공화국의 특사와 함께 탈출을 시도하다가 레시스텐자에게 체포되었다.

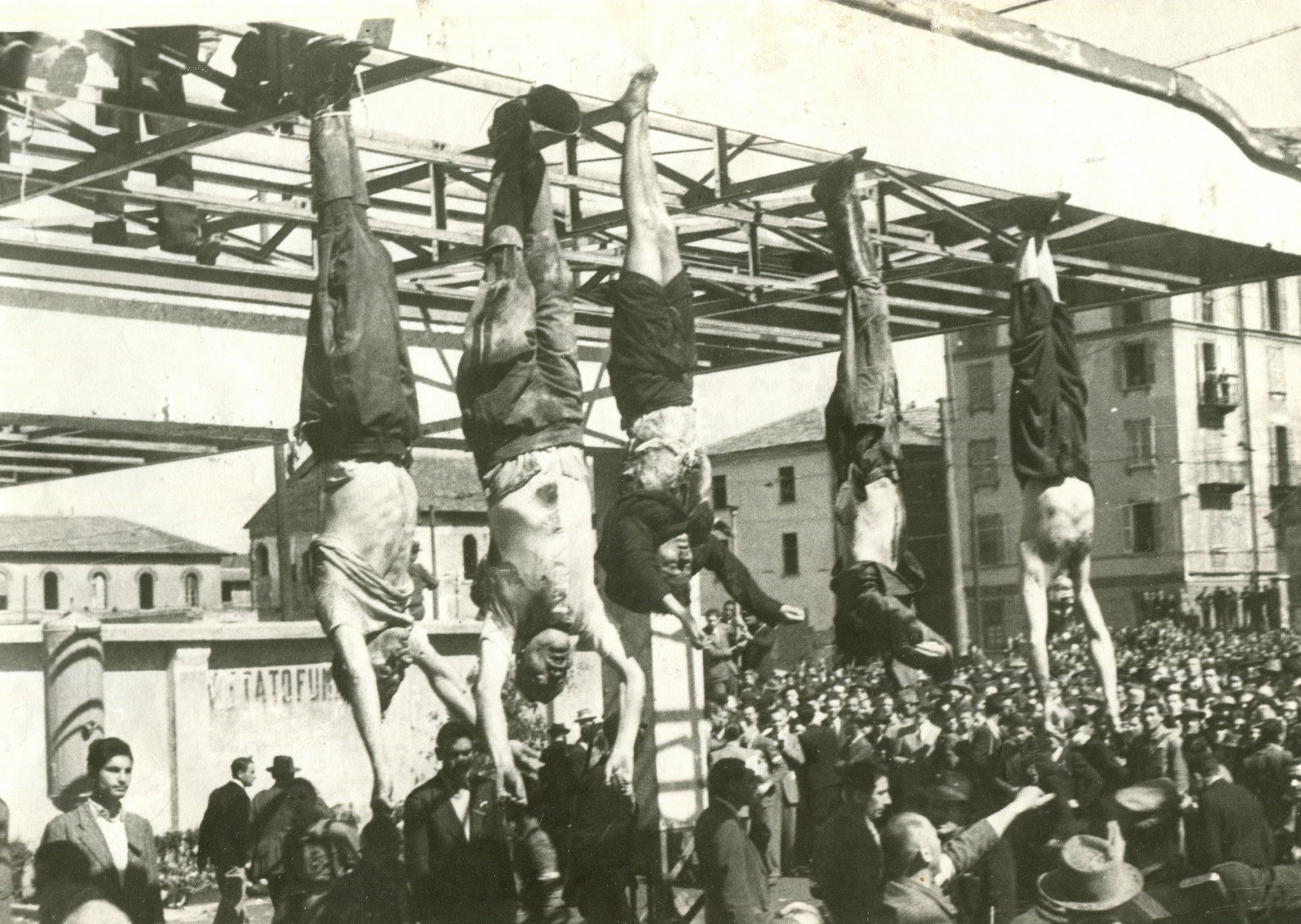
왼쪽에서부터 니콜라 봄바치, 무솔리니, 클라라 페타치, 파볼리니, 스트라체, 1945

4월 28일, 그녀와 무솔리니는 메제그라로 이송되어 총살당했다. 그 다음 날인 4월 29일, 그들의 처형된 시신은 밀라노의 로레토 광장으로 이송되어, 주유소 앞에 거꾸로 매달렸다. 그들의 시신은 성난 군중의 화풀이 대상으로 촬영되었다. 주유소에 매달린 인물들 중에 유일하게 치마를 입고 있었기 때문에 거꾸로 매달리자 속옷이 노출되었다.

## 대중 문화
- 1984년, 《클라레타》, 영화 클라우디아 카르디날레 주연
- 1985년, Mussolini: The Untold Story, 버지니아 마센이 페타치 역을 맡은 TV 미니시리즈
- 1985년, Mussolini and I, 바르바라 데 로시가 페타치 역을 맡은 TV 다큐 드라마
- 2005년, Ten Days to Victory, 새라 핀치 TV 드라마

### 문학
- 에즈라 파운드, Canto LXXIV , by Cantos , sections Pisan Cantos

## 같이 보기
- 에바 브라운